# Schauenburg (Oberkirch)
Die Schauenburg ist die Ruine einer Spornburg auf einer 367 m ü. NN hohen Spornterrasse im Renchtal oberhalb von Gaisbach, einem Ortsteil der Stadt Oberkirch, im Ortenaukreis in Baden-Württemberg.

## Geschichte
Die Burg wurde im 11. Jahrhundert von Herzog Berthold II. von Zähringen erbaut und erstmals 1120 erwähnt. Herzog Welf VI., ein Bruder Heinrich des Stolzen von Bayern, hatte die Schauenburg 1131 zur Mitgift erhalten von seiner Gemahlin Uta, Gräfin von Eberstein und Enkelin des Pfalzgrafen Gottfried von Calw. Graf Gottfried war mit einer Liutgard von Zähringen verheiratet, die ihm die Schauenburg zugebracht hatte. Mit Uta von Schauenburg besitzt die Burg eine berühmte Persönlichkeit. Utas Bruder Eberhard von Eberstein war Mitstifter des Klosters Allerheiligen, daher vererbte sie ihm die Schauenburg, wie es die Sindelfinger Chronik berichtet. Eigentümer waren nun die Herren von Eberstein, bis Wolf von Eberstein 1386 die Burg zusammen mit seiner Hälfte der Grafschaft Eberstein an Rudolf VII. von Baden verkaufen musste.
Die Ritter von Schauenburg stellten als Ministeriale und Burgmannen der Grafen von Eberstein die Besatzung der Burg. Nach dem Tod von Ludwig Winterbach von Schauenburg, dem letzten seiner Linie, sollte Heinrich Truchseß von Höfingen vom Markgrafen mit Ludwigs Anteil der Burg belehnt werden. Allerdings wehrten sich die anderen Linien der Familie von Schauenburg, die ebenfalls mit Teilen der Burg belehnt worden waren, dagegen und beriefen sich auf deren Status als Ganerbenburg. Dies führte zur Fehde der Herren von Schauenburg mit Bernhard von Baden in den Jahren 1402 und 1403, die sie jedoch für sich entscheiden konnten. Die Burg wurde mehrmals belagert, jedoch nur zweimal eingenommen.

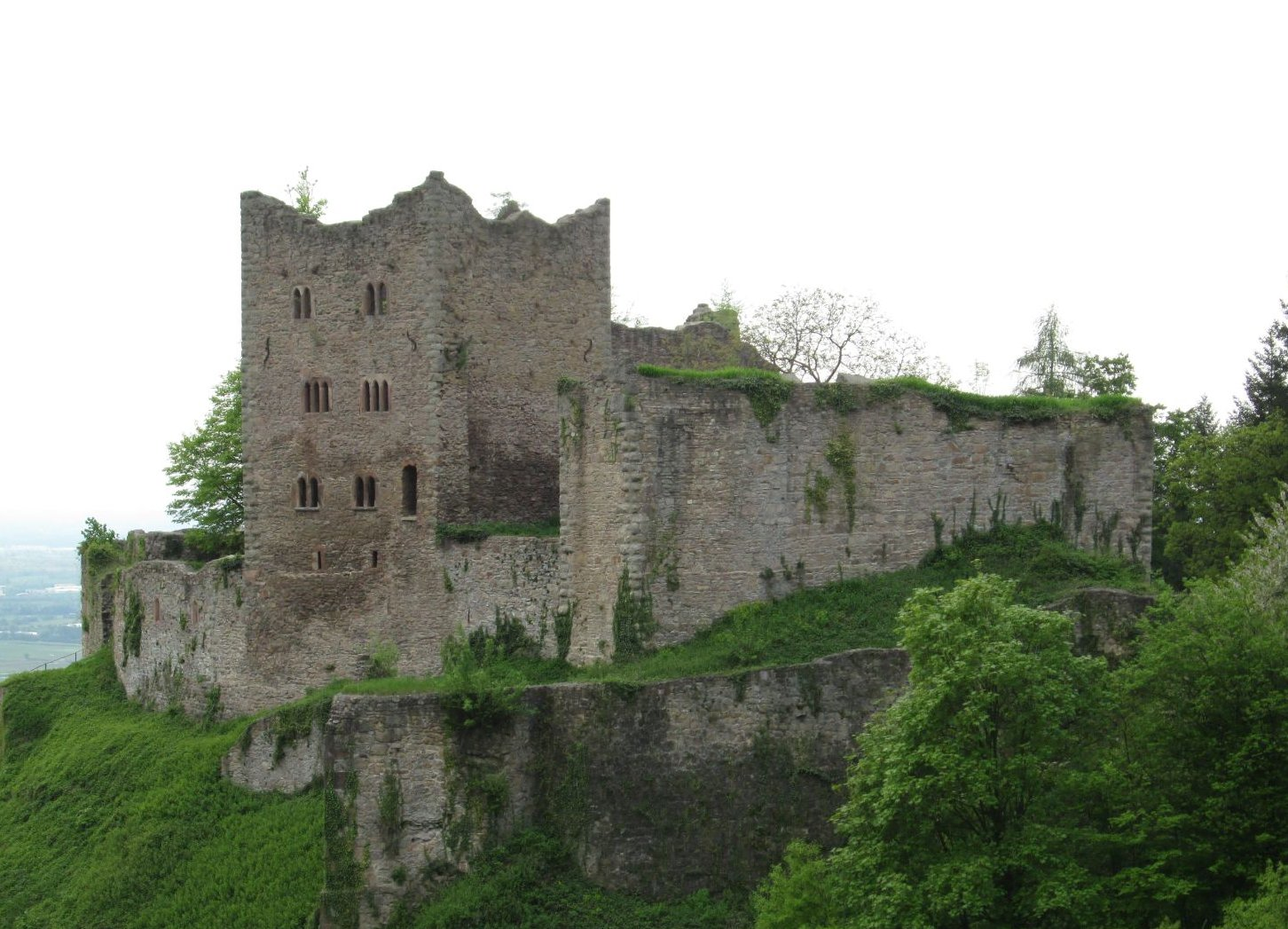
Schauenburg, Ostansicht

Die Unterhaltspflicht zur Instandhaltung der Burg wurde 1659 auf das Schloss Gaisbach übertragen. Für den Ausbau des Gaisbacher Schlosses im 17. Jahrhundert wurden Steine von der Burg genutzt. Dafür verantwortlich war der Burgverwalter der benachbarten Ullenburg, Hans Jakob Christoffel von Grimmelshausen, bekannt als Verfasser des Simplicissimus. Sein 1670 entstandenes Werk: Dietwalds und Amelindens anmutige Lieb- und Leidsbeschreibung widmete er Philipp Hannibal von Schauenburg.
Es ist nicht exakt nachweisbar, wann bzw. durch wen die Burg zur Ruine wurde. Die traditionelle Überlieferung, dass 1689 im Zuge der Zerstörung von Oberkirch im Pfälzischen Erbfolgekrieg auch die verlassene Burg durch französische Truppen unter Sébastien Le Prestre de Vauban und Ezéchiel de Mélac in Brand gesteckt wurde, ist nach Hans-Martin Pillin nicht haltbar. Die Burg wird nicht in der kurz nach 1689 angelegten Liste zerstörter Gebäude im Amt Oberkirch erwähnt und nach einem Gerichtsprotokoll von 1695 wurde sie zwei Jahre vorher bei einem erneuten französischen Vordringen von den Soldaten als Kaserne genutzt. Letzter Nachweis einer Nutzung der Burg ist die Lagerung von Korn im Jahr 1703, um es vor durchziehenden Soldaten in Sicherheit zu bringen. Im Jahr 1731 wird die Schauenburg erstmals als Ruine beschrieben.
Das heutige Erscheinungsbild geht auf die Nutzung als Steinbruch für die Bevölkerung im 18. und 19. Jahrhundert zurück. Für den Schutz vor weiterer Zerstörung und Verfall war Freiherr Emil von Schauenburg verantwortlich, der Ende des 19. Jahrhunderts den weiteren Abbruch der Burg untersagte und mit umfassenden Maßnahmen zum Erhalt der Anlage begann. Bis heute befindet sich die Burg im Besitz der Freiherren von Schauenburg.

## Heutige Nutzung
Die Schauenburg ist ein beliebtes Ausflugsziel. Im Keller der ehemaligen Kapelle  befindet sich ein kleines Museum. Die Burgkapelle St. Ulrich wurde 1275 genannt und patronisiert durch das Kloster Allerheiligen.
Am 8. Februar 2023 gegen 14:00 rutschte ein ca. 20 m langes Teilstück der Außenmauer der Schauenburg ab. Das Areal wurde daraufhin aus Sicherheitsgründen abgesperrt. Im März begannen erste Gegenmaßnahmen mit dem Beseitigen von Schutt und der Errichtung einer hölzernen Abstützung.

## Anlage
Die noch gut erhaltene Ruine der Burganlage mit mindestens drei Wohntürmen, von denen noch zwei zum Teil erhalten sind, zeigt noch Reste eines Torturms, einer Ringmauer, eine Schildmauer, an die sich eine Kapelle anlehnte, und Reste einer Vorburg, umschlossen von einem Ringgraben und einem ihm vorgelagerten Wall.